# Ronde van Italië 2000
| Eindklassement       |                      |              |
| Algemeen klassement  | Stefano Garzelli     | 98h 30' 14"  |
| Tweede               | Francesco Casagrande | + 1' 27"     |
| Derde                | Gilberto Simoni      | + 1' 33"     |
| Vierde               | Andrea Noè           | + 4' 58"     |
| Vijfde               | Pavel Tonkov         | + 5' 28"     |
| Zesde                | Hernán Buenahora     | + 5' 48"     |
| Zevende              | Wladimir Belli       | + 7' 38"     |
| Achtste              | José Luis Rubiera    | + 8' 08"     |
| Negende              | Serhij Hontsjar      | + 8' 14"     |
| Tiende               | Leonardo Piepoli     | + 8' 32"     |
| (Bel)                | Axel Merckx (25e)    | + 42' 53"    |
| (Ned)                | Addy Engels (80e)    | + 2h 23' 07" |
| Rode Lantaarn        | Bradley McGee (127e) | + 3h 47' 06" |
| Puntenklassement     | Dmitri Konysjev      | 159 punten   |
| Tweede               | Fabrizio Guidi       | 119 punten   |
| Derde                | Ján Svorada          | 116 punten   |
| Bergklassement       | Francesco Casagrande | 71 punten    |
| Tweede               | José Jaime González  | 71 punten    |
| Derde                | Stefano Garzelli     | 47 punten    |
| Intergiro klassement | Fabrizio Guidi       | 62h 50' 05"  |
| Tweede               | Dmitri Konysjev      | + 0' 57"     |
| Derde                | Diego Ferrari        | + 1' 38"     |
| Ploegenklassement    | Mapei                | 295h 29' 39" |
| Tweede               | Vitalicio Seguros    | + 31' 03"    |
| Derde                | Kelme                | + 31' 23"    |

De 83e editie van de Ronde van Italië ging van start op 13 mei 2000 in Rome. Hij eindigde op 4 juni in Milaan. Er stonden 180 renners verdeeld over 20 ploegen aan de start. Hij werd gewonnen door Stefano Garzelli.
Aantal ritten: 21

Totale afstand: 3712,0 km

Gemiddelde snelheid: 37,684 km/h

Aantal deelnemers: 180

## Belgische en Nederlandse prestaties
In totaal namen er 3 Belgen en 15 Nederlanders deel aan de Giro van 2000.

### Belgische etappezeges
- Axel Merckx won de 8e etappe van Corinaldo naar Prato.

### Nederlandse etappezeges
- In 2000 was er geen Nederlandse etappezege.

## Etappe-overzicht
| Datum                  | Etappe    | Parcours                               | Afstand | Eerste                            | Tweede                    | Derde                                | Klassementsleider            |
| ---------------------- | --------- | -------------------------------------- | ------- | --------------------------------- | ------------------------- | ------------------------------------ | ---------------------------- |
| 13 mei                 | proloog   | Rome - Vaticaanstad                    | 6.0 km  | Jan Hruška (Tsj)                  | Paolo Savoldelli (Ita)    | Bradley McGee (Aus)                  | Jan Hruška (Tsj)             |
| 14 mei                 | etappe 1  | Rome - Terracina                       | 129 km  | Ivan Quaranta (Ita)               | Marco Zanotti (Ita)       | Steven de Jongh (Ned)                | Mario Cipollini (Ita)        |
| 15 mei                 | etappe 2  | Terracina - Maddaloni                  | 229 km  | Cristian Moreni (Ita)             | Matteo Tosatto (Ita)      | Karsten Kroon (Ned)                  | Cristian Moreni (Ita)        |
| 16 mei                 | etappe 3  | Paestum - Scalea                       | 174 km  | Ján Svorada (Tsj)                 | Guido Trenti (Usa)        | Miguel Ángel Martín Perdiguero (Spa) | Cristian Moreni (Ita)        |
| 17 mei                 | etappe 4  | Scalea - Matera                        | 233 km  | Mario Cipollini (Ita)             | Dmitri Konysjev (Rus)     | Silvio Martinello (Ita)              | Cristian Moreni (Ita)        |
| 18 mei                 | etappe 5  | Matera - Peschici                      | 232 km  | Danilo Di Luca (Ita)              | Wladimir Belli (Ita)      | Paolo Lanfranchi (Ita)               | Matteo Tosatto (Ita)         |
| 19 mei                 | etappe 6  | Peschici - Vasto                       | 170 km  | Dmitri Konysjev (Rus)             | Jeroen Blijlevens (Ned)   | Gabriele Missaglia (Ita)             | Matteo Tosatto (Ita)         |
| 20 mei                 | etappe 7  | Vasto - Teramo                         | 171 km  | David McKenzie (Aus)              | Volodymyr Doema (Oek)     | Dmitri Konysjev (Rus)                | Matteo Tosatto (Ita)         |
| 21 mei                 | etappe 8  | Corinaldo - Prato                      | 255 km  | Axel Merckx (Bel)                 | Maximilian Sciandri (GBr) | Filippo Casagrande (Ita)             | José Enrique Gutiérrez (Spa) |
| 22 mei                 | etappe 9  | Prato - Abetone                        | 138 km  | Francesco Casagrande (Ita)        | Stefano Garzelli (Ita)    | Dario Frigo (Ita)                    | Francesco Casagrande (Ita)   |
| 23 mei                 | etappe 10 | San Marcello Pistoiese - Padua         | 257 km  | Ivan Quaranta (Ita)               | Ján Svorada (Tsj)         | Mario Cipollini (Ita)                | Francesco Casagrande (Ita)   |
| 24 mei                 | etappe 11 | Lignano Sabbiadoro - Bibione (tijdrit) | 45 km   | Víctor Hugo Peña (Col)            | Jan Hruška (Tsj)          | Serhij Hontsjar (Oek)                | Francesco Casagrande (Ita)   |
| 25 mei was een rustdag |           |                                        |         |                                   |                           |                                      |                              |
| 26 mei                 | etappe 12 | Bibione - Feltre                       | 191 km  | Enrico Cassani (Ita)              | Davide Bramati (Ita)      | Dmitri Konysjev (Rus)                | Francesco Casagrande (Ita)   |
| 27 mei                 | etappe 13 | Feltre - Wölkenstein/Sëlva             | 195 km  | José Luis Rubiera (Spa)           | Gilberto Simoni (Ita)     | Stefano Garzelli (Ita)               | Francesco Casagrande (Ita)   |
| 28 mei                 | etappe 14 | Wölkenstein/Sëlva - Bormio             | 205 km  | Gilberto Simoni (Ita)             | Eddy Mazzoleni (Ita)      | Francesco Casagrande (Ita)           | Francesco Casagrande (Ita)   |
| 29 mei                 | etappe 15 | Bormio - Brescia                       | 171 km  | Biagio Conte (Ita)                | Alessandro Petacchi (Ita) | Silvio Martinello (Ita)              | Francesco Casagrande (Ita)   |
| 30 mei                 | etappe 16 | Brescia - Meda                         | 102 km  | Fabrizio Guidi (Ita)              | Steven de Jongh (Ned)     | Biagio Conte (Ita)                   | Francesco Casagrande (Ita)   |
| 31 mei                 | etappe 17 | Meda - Genua                           | 224 km  | Álvaro González de Galdeano (Spa) | Ján Svorada (Tsj)         | Dmitri Konysjev (Rus)                | Francesco Casagrande (Ita)   |
| 1 juni                 | etappe 18 | Genua - Prato Nevoso                   | 176 km  | Stefano Garzelli (Ita)            | Gilberto Simoni (Ita)     | Francesco Casagrande (Ita)           | Francesco Casagrande (Ita)   |
| 2 juni                 | etappe 19 | Saluzzo - Briançon                     | 177 km  | Paolo Lanfranchi (Ita)            | Marco Pantani (Ita)       | Gilberto Simoni (Ita)                | Francesco Casagrande (Ita)   |
| 3 juni                 | etappe 20 | Briançon - Sestriere (tijdrit)         | 34.0 km | Jan Hruška (Tsj)                  | Andrea Noè (Ita)          | Stefano Garzelli (Ita)               | Stefano Garzelli (Ita)       |
| 4 juni                 | etappe 21 | Turijn - Milaan                        | 198 km  | Mariano Piccoli (Ita)             | Giuseppe Calcaterra (Ita) | Mirko Gualdi (Ita)                   | Stefano Garzelli (Ita)       |

 winnaars · 
roze trui · 
  puntenklassement · 
  bergklassement · 
 jongerenklassement · 
 intergiro · 
 ploegenklassement · 
 strijdlust · 
 zwarte trui
Giro d'Italia Next Gen · Giro Donne · Cima Coppi
 Belgische rozetruidragers · etappewinnaars
 Nederlandse rozetruidragers · etappewinnaars
Mannen:
1909 · 
1910 · 
1911 · 
1912 · 
1913 · 
1914 · 
1919 · 
1920 · 
1921 · 
1922 · 
1923 · 
1924 · 
1925 · 
1926 · 
1927 · 
1928 · 
1929 · 
1930 · 
1931 · 
1932 · 
1933 · 
1934 · 
1935 · 
1936 · 
1937 · 
1938 · 
1939 · 
1940 · 
1946 · 
1947 · 
1948 · 
1949 · 
1950 · 
1951 · 
1952 · 
1953 · 
1954 · 
1955 · 
1956 · 
1957 · 
1958 · 
1959 · 
1960 · 
1961 · 
1962 · 
1963 · 
1964 · 
1965 · 
1966 · 
1967 · 
1968 · 
1969 · 
1970 · 
1971 · 
1972 · 
1973 · 
1974 · 
1975 · 
1976 · 
1977 · 
1978 · 
1979 · 
1980 · 
1981 · 
1982 · 
1983 · 
1984 · 
1985 · 
1986 · 
1987 · 
1988 · 
1989 · 
1990 · 
1991 · 
1992 · 
1993 · 
1994 · 
1995 · 
1996 · 
1997 · 
1998 · 
1999 · 
2000 · 
2001 · 
2002 · 
2003 · 
2004 · 
2005 · 
2006 · 
2007 · 
2008 · 
2009 · 
2010 · 
2011 · 
2012 · 
2013 · 
2014 · 
2015 · 
2016 · 
2017 · 
2018 · 
2019 · 
2020 · 
2021 · 
2022 · 
2023 · 
2024 · 
2025
Vrouwen:
1988 · 
1989 · 
1990 · 
1991 ·
1992 ·
1993 · 
1994 · 
1995 · 
1996 · 
1997 · 
1998 · 
1999 · 
2000 · 
2001 · 
2002 · 
2003 · 
2004 · 
2005 · 
2006 · 
2007 · 
2008 · 
2009 · 
2010 · 
2011 · 
2012 ·
2013 · 
2014 ·
2015 ·
2016 ·
2017 ·
2018 ·
2019 ·
2020 ·
2021 ·
2022 ·
2023 ·
2024 ·
2025